# Bogobabadan
Bogobabadan is een bestuurslaag in het regentschap Lamongan van de provincie Oost-Java, Indonesië. Bogobabadan telt 1779 inwoners (volkstelling 2010).